# Verein zur Kunde Ösels

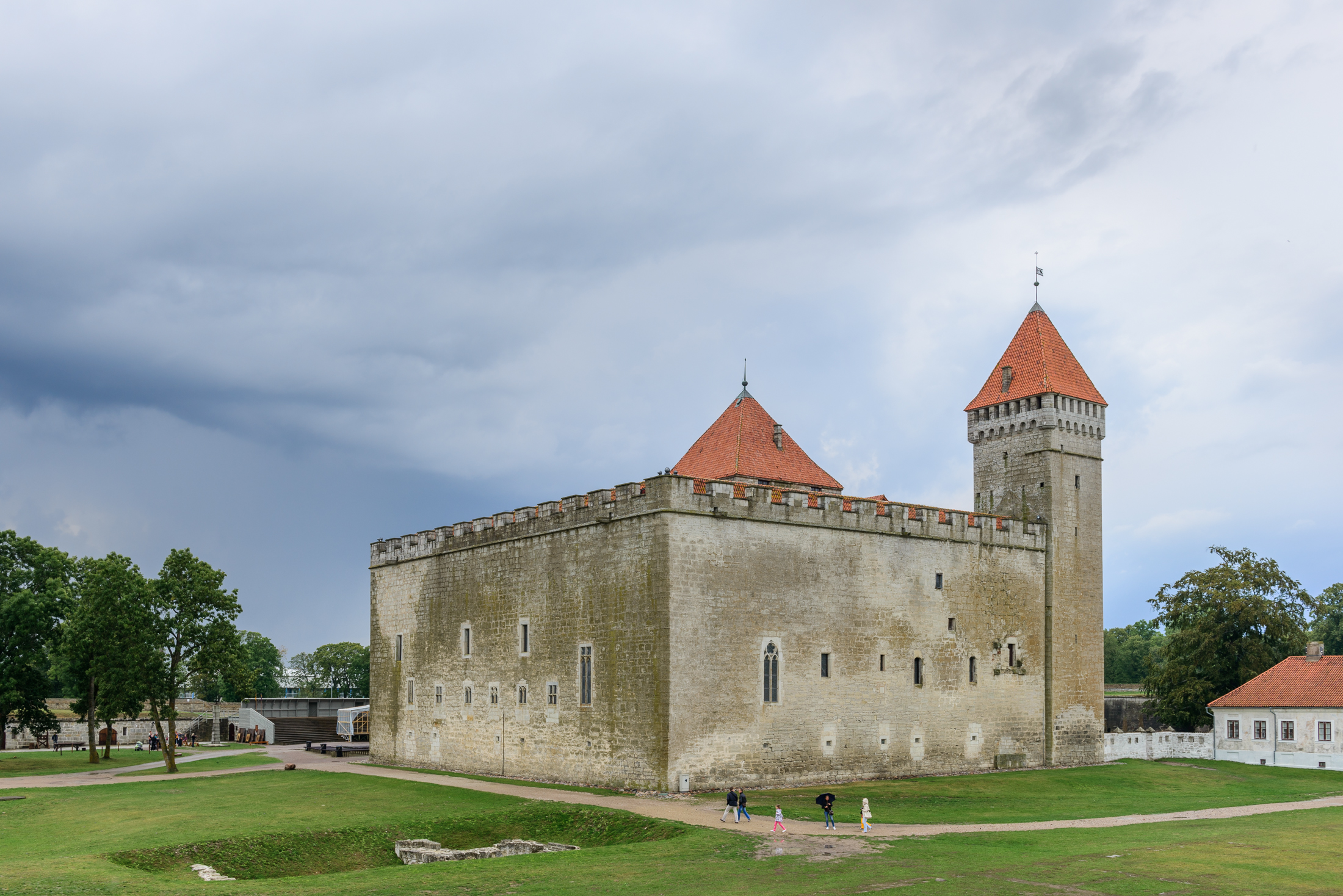
Saaremaa-Museum in der Arensburg von Kuressaare

Der Verein zur Kunde Ösels (estn. Saaremaa Uurimise Selts) ist eine estnische Forschungsgesellschaft. Sie wurde 1865 auf der estnischen Insel Saaremaa (deutsch Ösel) gegründet, gleichzeitig mit dem Vorgänger des heutigen Saaremaa Museums.
Die größte Stadt auf Saaremaa (Ösel) ist Kuressaare (1952–1988: Kingissepa; deutsch Arensburg).
Die von ihm herausgegebenen Publikationen erschienen seit 1891 und enthalten historische und heimatkundliche Abhandlungen.

## Publikationen
- Publikationen des Vereins zur Kunde Ösels (Heft 1: Arensburg 1891; Heft 2: Riga 1898)